# Polybia procellosa
Polybia procellosa är en getingart som beskrevs av Edoardo Zavattari 1906.
Polybia procellosa ingår i släktet Polybia och familjen getingar. Utöver nominatformen finns också underarten Polybia procellosa dubitata.